# 谷正彦
谷 正彦（たに まさひこ）は、日本の工学者。福井大学教授。専門はテラヘルツ波工学。工学博士。

## 人物
1987年京都大学工学部物理工学科卒。大阪大学准教授を経て、福井大学教授。萩行正憲教授が主宰する研究室出身。萩行正憲教授は日本のテラヘルツ波工学の草分け的な研究者。
遠⾚外領域開発研究センターのセンター長。